# Neophilaenus exclamationis
Neophilaenus exclamationis är en insektsart som först beskrevs av Carl Peter Thunberg 1784.  Neophilaenus exclamationis ingår i släktet Neophilaenus, och familjen spottstritar. Arten är reproducerande i Sverige.